# Centaurea cylindrocephala
Centaurea cylindrocephala — вид квіткових рослин айстрових (Asteraceae). Ареал: Північна Македонія і Північна Греція.